# Franciella spiridentoides
Franciella spiridentoides är en bladmossart som beskrevs av Thériot 1910. Franciella spiridentoides ingår i släktet Franciella och familjen Spiridentaceae. Inga underarter finns listade i Catalogue of Life.